# 薪荘
薪荘（たきぎのしょう）は、鎌倉時代の山城国にあった荘園。石清水八幡宮領。薪薗（たきぎのその）とも呼ばれた。

## 概要
所在地は山城国綴喜郡。木津川の西岸、現在の京都府京田辺市の甘南備山（かんなびやま）の山麓に位置した（現在もこの辺りに｢薪｣の地名が残っている）。規模は不明。領家は石清水八幡宮。
保元3年（1158年）12月3日の官宣旨に宮寺領として登場する。これが史料上における初見であるが、その後の史料によればそれより前の10世紀に石清水八幡宮に寄進されたものであるという。しかし、平安時代における様子はよく分かっていない。
鎌倉時代に入ると、嘉禎元年（1235年）、西北にある興福寺領大住荘（おおすみのしょう）との間で用水に関する相論が起こり、興福寺側によって薪荘の在家60宇が焼打ちにされ、更に石清水八幡宮の神人2名が殺害されるという事件が起こった。これを機に、石清水八幡宮と興福寺の両権門間で相論が続き、弘安5年（1282年）になって亀山上皇の院宣が出され、大住・薪の両荘が関東一円地と変換されて「関東御領」となった。